# Stacy Keibler

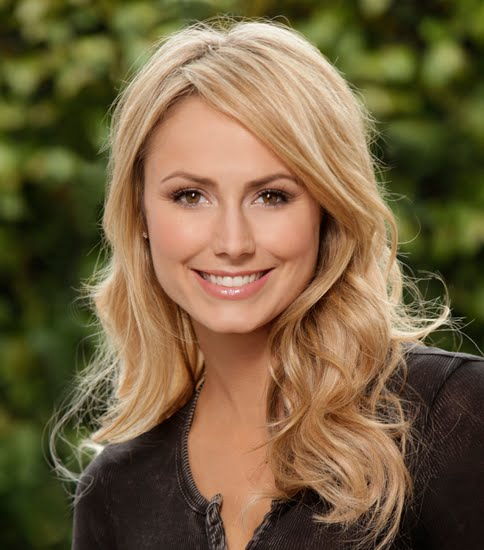
Stacy Keibler 2011.

Stacy Ann-Marie Keibler, född 14 oktober 1979 i Rosedale i Maryland, är en amerikansk skådespelerska, fotomodell och före detta WWE-fribrottare. 
Hon inledde sin karriär som fitnessmodell för tidningen Stuff magazine. Hon har blivit utsedd av tidningen Maxim som den femte hetaste kändisen i USA på deras Hot 100-lista år 2006. Hon har även varit cheerleader för Baltimore Ravens amerikanska fotbollslag. Hon deltog i dansprogrammet Dancing with the Stars under dess andra säsong, där hon placerade sig på tredjeplats i finalen. Keibler har även medverkat i TV-serierna What About Brian, The George Lopez Show, October Road, How I Met Your Mother och Psych. Keibler har också varit fribrottare i WWE och WCW.

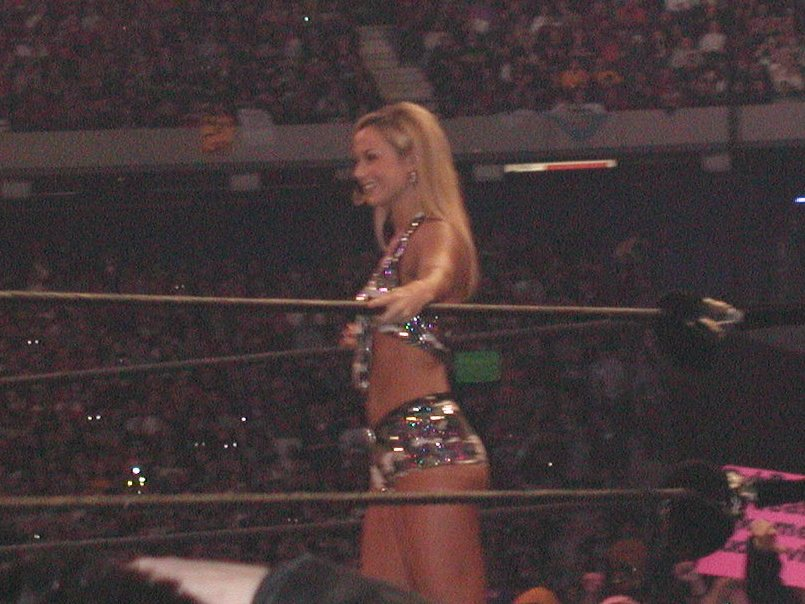
Stacy Keibler när hon medverkade i WrestleMania X8 i mars 2002.